# Gibbon (cómic)
Gibbon es el nombre de dos personajes ficticios que aparecen en los cómics estadounidenses publicados por Marvel Comics.

## Historial de publicaciones
Creado por Stan Lee y John Romita Sr., Gibbon apareció por primera vez en The Amazing Spider-Man #110 (julio de 1972).El personaje aparece posteriormente en Amazing Spider-Man #111, The Spectacular Spider-Man #59-#60 (octubre-noviembre de 1981), #245-246 (abril-mayo de 1997), #252-253 (diciembre de 1997-enero de 1998), #256 (junio de 1998), She-Hulk #6 (mayo de 2006), Punisher War Journal #4 (abril de 2007), #16 (abril de 2008) y Marvel Apes #1-4 (septiembre-octubre de 2008). El Gibbon recibió una entrada en el Nuevo Manual Oficial del Universo Marvel A-Z #4 (2006)

## Biografía ficticia

### Martin Blank
Martin Blank es un hombre que aparentemente nació como mutante con constitución y agilidad parecidas a las de un simio. Más tarde, Gibbon se une a un circo donde se desempeña bien como acróbata. Martin Blank comienza su carrera como amigo de Spider-Man mientras viste un traje de gibón. El incluso quiere ser su compañero, pero Spider-Man se ríe de él.Harto de ser visto como un bicho raro, Martin no puede soportar más burlas y arremete. Luego llama la atención de Kraven el Cazador, quien mejora los poderes del Gibbon con un caldo de hierbas, proporcionándole también una gran rabia animal. Gibbon fue derrotado por Spider-Man.
Gibbon era uno de los reclusos de la Isla Ryker.Gibbon buscó vengarse de Spider-Man, tratando de demostrar que era tan bueno como su enemigo. Está atrapado en medio de una pelea con Spider-Man y Escarabajo. Finalmente, Gibbon ayuda a Spider-Man golpeando al Escarabajo.Gibbon más tarde se une a otros antiguos: Canguro, Grizzly y Mancha para formar la Legión de Perdedores.
Este equipo se desmorona cuando Spider-Man llevó a Mancha y Canguro a la cárcel por robo a un banco.Él y Grizzly más tarde intentarían convertirse en héroes, ayudando a Spider-Man a frustrar un robo a un banco por parte de Conejo Blanco y, finalmente, consiguiendo un trato con una figura de acción.
Gibbon se ha demostrado que conserva su mutación física después del Día M, pero no mostró signos de sus antiguas habilidades mutantes. 
Gibbon es visto como un cliente de los despachos de abogados que emplean a She-Hulk. Él le roba el almuerzo de atún derretido del refrigerador.
Siguiendo la historia de "Civil War", Gibbon es un perdedor confeso en el velorio de Zancudo que se lleva a cabo en el Bar Sin Nombre. Casi todos los supervillanos presentes en el velorio son víctimas de asesinato o intento de asesinato. Disfrazado de barman, Punisher envenena las bebidas y luego explota el bar.Más tarde se menciona que "a todos tuvieron que hacerles un lavado de estómago y recibir tratamiento por quemaduras de tercer grado".
Martin está siendo considerado como un "reclutado potencial" para el programa de la Iniciativa.
Martin, casi sin pelo, ha pasado su tiempo desde el ataque al bar planeando venganza contra Punisher en contra de los deseos de la esposa de Martin, la Princesa Python (que aparentemente quedó ciega en la explosión). Sin embargo, cuando Martin encuentra a Punisher, decide que no vale la pena desperdiciar su vida por su venganza, le entrega su arma a Punisher y regresa a casa.
Gibbon regresa como el personaje principal de la historia de Marvel Apes.
Gibbon no fue la elección perfecta solo porque es un personaje convencional de Marvel que puede "pasar" fácilmente en un monoverso lleno de simios, sino porque es un perdedor tan adorable. Nunca nada le sale bien (nunca tiene un respiro, ni la chica ni la gloria) y de repente encuentra el destino de un universo entero en sus manos. En cierto modo, Marvel Apes es una epopeya en expansión como El Señor de los Anillos, y Gibbon es nuestro Frodo: una pequeña persona eclipsada por las fuerzas abrumadoras que se interponen entre él y su objetivo. Incluso tiene su propio Samwise: una valiente científica (humana) llamada Fiona Fitzhugh que literalmente se deja atrapar en esta aventura junto con él.
Gibbon, aparentemente restaurado a su apariencia simia con las habilidades relacionadas, queda con su vida personal en ruinas. Sus intentos de ponerse del lado de los héroes se ven frustrados por su ineptitud, e incluso la Princesa Python, anteriormente una esposa cariñosa y cariñosa, ahora se ha hartado del manso perdedor al que Gibbon está volviendo. Por aburrimiento y depresión, responde a un anuncio publicado en el Daily Bugle por Fiona Fitzhugh, una joven científica valiente y alegre que espera estudiar la naturaleza de los individuos con superpoderes. Sus experimentos los arrojan a ambos a una realidad poblada por una versión simia de los Héroes de Marvel y destruyen las máquinas que podrían haberse utilizado para traer de vuelta a Gibbon. Fiona supone, debido a que Gibbon tiene sus poderes desde su nacimiento, en lugar de obtenerlos en la pubertad como la mayoría de los mutantes (lo que hace que Gibbon sea más similar a mutantes como Multiple Man y Nightcrawler), y sentirse "atraído" por esa realidad particular, que Gibbon puede estar conectado de alguna manera con el Mundo Simio.Mientras Fiona pide ayuda a la versión simia de los Cuatro Fantásticos, Spider-Monkey introduce a Gibbon en los Simios-Vengadores. A pesar de su fachada amistosa, los Simios-Vengadores son mucho más despiadados y bestiales que sus homólogos humanos. El Gibbon se propone descubrir la verdad, con la ayuda de un grupo de héroes simios disidentes: los Simios-Vengadores están bajo la esclavitud del Barón Sangre, quien en esta realidad robó la apariencia y los poderes del Capitán América, usando su influencia para aprovecharse de la sangre de villanos y disidentes a su antojo.Junto con Speedball y Wolverine, a pesar de ser ahora perseguido por el Barón Sangre y sus seguidores, Gibbon logra liberar al Capitán América del iceberg en el que estaba sepultado desde la década de 1940, obteniendo su ayuda para luchar contra el imitador.Finalmente, él y Fiona regresan a casa.
Más tarde, aunque ahora se parece a un Gibbon del tamaño de un hombre, viaja con Chica Gorila, Fiona y varios otros aliados mientras Norman Osborn busca explotar el potencial del ahora algo accesible universo de los 'simios'. Fiona trabaja para proporcionarle al Gibbon varios medios de disfraz para ocultar su naturaleza simia.
Durante la historia de "Hunted", Gibbon se encuentra entre los superhumanos con temática animal que fueron capturados por Taskmaster y Black Ant para la Gran Cacería de Kraven el Cazador, patrocinada por Arcade y su compañía Industrias Arcade.El Buitre habló con Gibbon diciéndole que no se aliara con Spider-Man. Vulture se volvió contra Gibbon cuando los Hunter-Bots se acercan a Gibbon.Gibbon fue herido mortalmente por un Hunter-Bot. Mientras agonizaba, reflexionó sobre su vida y al mismo tiempo llegó a la conclusión de que la princesa Python nunca lo amó. Spider-Man apareció y le mostró algo de consuelo al asegurarse de que Gibbon no muriera solo.El Buitre mintió a los otros personajes con temas animales diciendo que Gibbon sacrificó su vida por ellos hasta que Spider-Man apareció y mencionó lo que realmente le pasó a Gibbon.

### Criminal sin nombre
Más tarde, Martin Blank vendió su disfraz a Roderick Kingsley, quien se lo dio a un criminal anónimo. Gibbon estuvo presente con Hobgoblin (que en realidad era el mayordomo de Roderick Kingsley, Claude) cuando dirigió sus fuerzas para luchar contra la Nación Duende del Rey Duende. Después de que Hobgoblin fuera asesinado por el Rey Duende, Gibbon estuvo entre los villanos que desertaron a la Nación Duende.
Gibbon fue visto con los otros ex secuaces de Hobgoblin en el Bar Sin Nombre donde se encuentran con Electro.
Gibbon aparece más tarde como miembro de Hateful Hexad junto a Bearboarguy, Ox, Calamar, Enjambre, y Conejo Blanco. Durante la desastrosa lucha de Hateful Hexad contra Spider-Man y Deadpool, la batalla es interrumpida por Itsy Bitsy, quien apuñala a Gibbon.

## Poderes y habilidades
Blank tiene una apariencia de gibón, con fuerza sobrehumana, velocidad, agilidad, destreza, reflejos, coordinación, equilibrio y resistencia. Anteriormente había usado un traje de gibón durante su carrera.

## Recepción
- En 2020, CBR.com clasificó a Gibbon en el décimo lugar en su lista "Spider-Man: 10 animales villanos más extraños de los cómics que nos gustaría ver en el MCU".[28]